# Guerra civil de Costa Rica de 1948
La guerra civil de Costa Rica es conocida dentro de la historiografía costarricense como guerra del 48 o Revolución del 48. Esta se dio entre los meses de marzo y mayo de 1948, duró 40 días y su causa inmediata fue la anulación de las elecciones presidenciales realizadas en febrero de ese año por parte del Congreso, las cuales, presuntamente, fueron ganadas por Otilio Ulate Blanco tras derrotar al Partido Republicano liderado por Rafael Ángel Calderón Guardia y que terminó con el establecimiento de la Junta Fundadora de la Segunda República presidida por José Figueres Ferrer. El desconocimiento de las elecciones presidenciales se debió a que parte del material electoral resultó destruido en un incendio cuyo origen nunca fue establecido.

## Antecedentes: Conflictos de los años 40
En 1940 llega al poder el doctor Rafael Ángel Calderón Guardia en medio de una ola de popularidad muy grande con el beneplácito de la oligarquía gobernante: inmediatamente en el poder abandona a dicho grupo y, en alianza con la Iglesia católica y el Partido Comunista Costarricense aplica una serie de medidas que mejoraron las condiciones de los trabajadores costarricenses; promulga entre otros el Código de Trabajo, las Garantías Sociales y funda la Caja Costarricense de Seguro Social y la Universidad de Costa Rica, a la postre una de las instituciones responsables de los buenos índices de desarrollo humano que goza el país hoy en día. Sin embargo, la época era muy difícil y en el contexto de la Segunda Guerra Mundial la popularidad de Calderón Guardia fue descendiendo debido a rumores sobre corrupción de su Gobierno y sus funcionarios. Sin ser una figura política al momento de los hechos, José Figueres Ferrer (posteriormente Presidente de la República) denuncia el 8 de julio de 1942, actos irregulares y de corrupción por parte del gobierno, en un discurso radiofónico. Antes de poder concluir su discurso, autoridades oficiales tomaron la radioemisora y Figueres es apresado y encarcelado. Cuatro días después es exiliado a El Salvador. Un año después se le permitió la entrada al país.
En 1944 llega a la presidencia el maestro Teodoro Picado Michalski. Miembro del Partido Republicano Nacional que llevó al poder al Dr. Calderón Guardia quien lo promueve en el cargo, pero en medio de elecciones cuestionadas por la oposición. El presidente Picado Michalski promulgó una serie de garantías electorales para las elecciones de medio periodo en 1946, lo que produjo que la oposición aumentara su representación en el Congreso. El Partido Acción Demócrata de Figueres (quien regresó a Costa Rica en 1944) se une a las fuerzas opositoras y continúa las duras críticas al gobierno argumentando ya no solo los actos de corrupción y mal manejo de los fondos públicos por parte del Gobierno, sino la impureza de las elecciones.
En las elecciones del 8 de febrero de 1948 se obtuvieron resultados favorables al candidato de oposición Otilio Ulate Blanco, basándose en los resultados enviados por telegrama, esto debido a que un incendio en el actual Colegio Superior de Señoritas había destruido parte del material electoral y que nunca fue esclarecido. Esta es una de las razones por las que el Congreso Constitucional (de mayoría oficialista) anula las elecciones presidenciales, ya que las mismas habían sido impugnadas por el Dr. Rafael Ángel Calderón Guardia, lo cual significaba una seria violación a los acuerdos que habían puesto final a la Huelga de Brazos Caídos de julio-agosto de 1947, el cual expresa en el punto 2 que los resultados de las elecciones no podrían impugnarse.

## Transcurso de la Guerra
En la madrugada del 12 de marzo de 1948, un grupo de militares leales al gobierno liderados por Rigoberto Pacheco van a Finca La Lucha a buscar a Figueres y arrestarlo, pero son sorprendidos por rebeldes que dan de baja a Pacheco y a sus hombres. En la mañana, los revolucionarios ponen en marcha el “Plan Maíz”, tomando San Isidro de El General, tomando 3 aviones Douglas DC-3 de TACA y estableciendo un puente aéreo entre el aeropuerto Los Cipresales, de Guatemala, y el de San Isidro, para traer armas. En los primeros viajes venían 700 fusiles Mauser, ametralladoras livianas y parqué, y después continuaron los vuelos, a traer lo que el general Miguel Ángel Ramírez Alcántara pidiera.
El coronel gubernamental Van Basten es asesinado, con lo cual la Unidad Móvil pierde poder de respuesta. En San Ramón, la misma noche del 12 de marzo mueren los figueristas Catalino Murillo y Federico Arce, en un combate liderado por Francisco Orlich. Al día siguiente los figueristas toman San Cristóbal Sur y llegan al país Horacio Julio Ornes y el general Miguel Ángel Ramírez Alcántara, ambos comandantes de la Legión del Caribe, a apoyar a Figueres. Ese mismo día, el gobierno lanza una ofensiva en el sector de La Sierra, donde por primera vez se utilizan aviones de guerra en Costa Rica. El 14 de marzo se da la batalla de San Cristóbal Sur, ganada por los rebeldes, mientras que Otilio Ulate hace un llamado a huelga general. Al día siguiente, 15 de marzo, los rebeldes toman San Marcos de Tarrazú y Santa María de Dota, lugar en el que se instaura el cuartel general de los revolucionarios en lo que es actualmente la Escuela República de Bolivia. Desde ahí, Figueres realiza transmisiones radiales vía la Radio Clandestina que se conocen con el nombre de las Dos Proclamas de Santa María: En la primera (emitida el 23 de marzo), Figueres explica a los costarricenses que hacer para luchar en la guerra, y en la segunda (emitida el 1 de abril), las intenciones de un eventual gobierno de la Segunda República, en especial, contra la pobreza.
En los días siguientes hay una intensa actividad bélica alrededor de San Isidro de El General y El Empalme, además de también presentarse combates en Dominical y en Ciudad Cortés, en Puntarenas. El 31 de marzo la Casa Presidencial es bombardeada por un avión DC-3 del ELN. El 2 de abril los figueristas (bajo el mando de Frank Marshall) recuperan El Empalme tras un encarnizado contraataque. El 4 de abril el gobierno captura a Jorge Manuel Dengo Obregón y lo encarcela. Dos días después los calderonistas (llamados también gobernistas o picadistas) toman Buenos Aires después de un breve combate. Son atacadas las líneas del Ferrocarril, torres de alta tensión, plantas eléctricas y otra infraestructura. 
El 9 de abril arranca la Marcha Fantasma, una gran operación militar que condujo a las tropas figueristas escondidas entre las montañas desde la zona de los Santos hasta Cartago. El 10 de abril se produce un ataque aéreo del gobierno en San Carlos, uno de los aviones calderonistas es derribado y mueren todos sus tripulantes. Mientras tanto, los rebeldes figueristas llegan  el 12 de abril y toman Paraíso y Cartago. El día anterior la Legión Caribe había tomado por asalto Limón, en la primera misión aerotransportada en situación de guerra en América. El 13 de abril se produce una horrible Batalla en el Tejar del Guarco que acaba con victoria figuerista. El 14 de abril los figueristas toman Moín y asedian Tarbaca y San Ignacio de Acosta. El 15 de abril se rinde el cuartel general de Cartago, y al día siguiente Picado pide ayuda al gobierno de Somoza y a la Guardia Nacional nicaragüense, los cuáles invaden Los Chiles, La Cruz y Quesada el 17 de abril. El 18 Picado anuncia la capitulación del gobierno al estado mayor del ejército. Finalmente, el 19 de abril los figueristas recuperan San Isidro de El General, en lo que representa la última batalla de la guerra, y se firma el Pacto de la Embajada de México, poniendo fin a las hostilidades. Calderón Guardia es obligado a salir de Costa Rica y encuentra refugio en Nicaragua,  y otros aliados de Calderón también parten al exilio. Las fuerzas de la Guardia Nacional enviadas por Somoza comienzan a huír. El 20 de abril, el Tercer Designado a la Presidencia Santos León Herrera toma el poder provisionalmente y Teodoro Picado se va a Nicaragua, quedando concluido el conflicto armado.

## Posguerra

### Gobierno de 18 meses
Se produjo el Pacto Ulate-Figueres, que le daba dieciocho meses al Ejército para reformar el Estado e iniciar la transformación de la sociedad costarricense.
El 8 de mayo de 1948 se instala bajo la presidencia de José Figueres Ferrer la Junta Fundadora de la Segunda República.  La guerra duró 44 días. Cientos de decretos de ley formaron la nueva organización del país y en noviembre de 1949 se emitió la Constitución Política.
En diciembre de 1948 Somoza volvió a invadir Puerto Soley, donde los vigías del puesto fronterizo son asesinados y la demás gente llevada presa. En San Carlos cinco cruzrojistas son asesinados. La respuesta figuerista es rápida y la soberanía es defendida.
En abril el ministro Edgar Cardona Quirós y Fernando Figuls Quirós quienes habían defendido desde un principio la abolición del ejército, Cardona se apoderó del cuartel de Artillería mientras Fernando Figuls tomó el Bellavista con un grupo de efectivos de la Inspección de Hacienda, pero sus seguidores fueron derrotados por las tropas figueristas y las de Frank Marshall. Cardona fue obligado a renunciar. Ese suceso se conoce como el Cardonazo.

## Víctimas y memorias

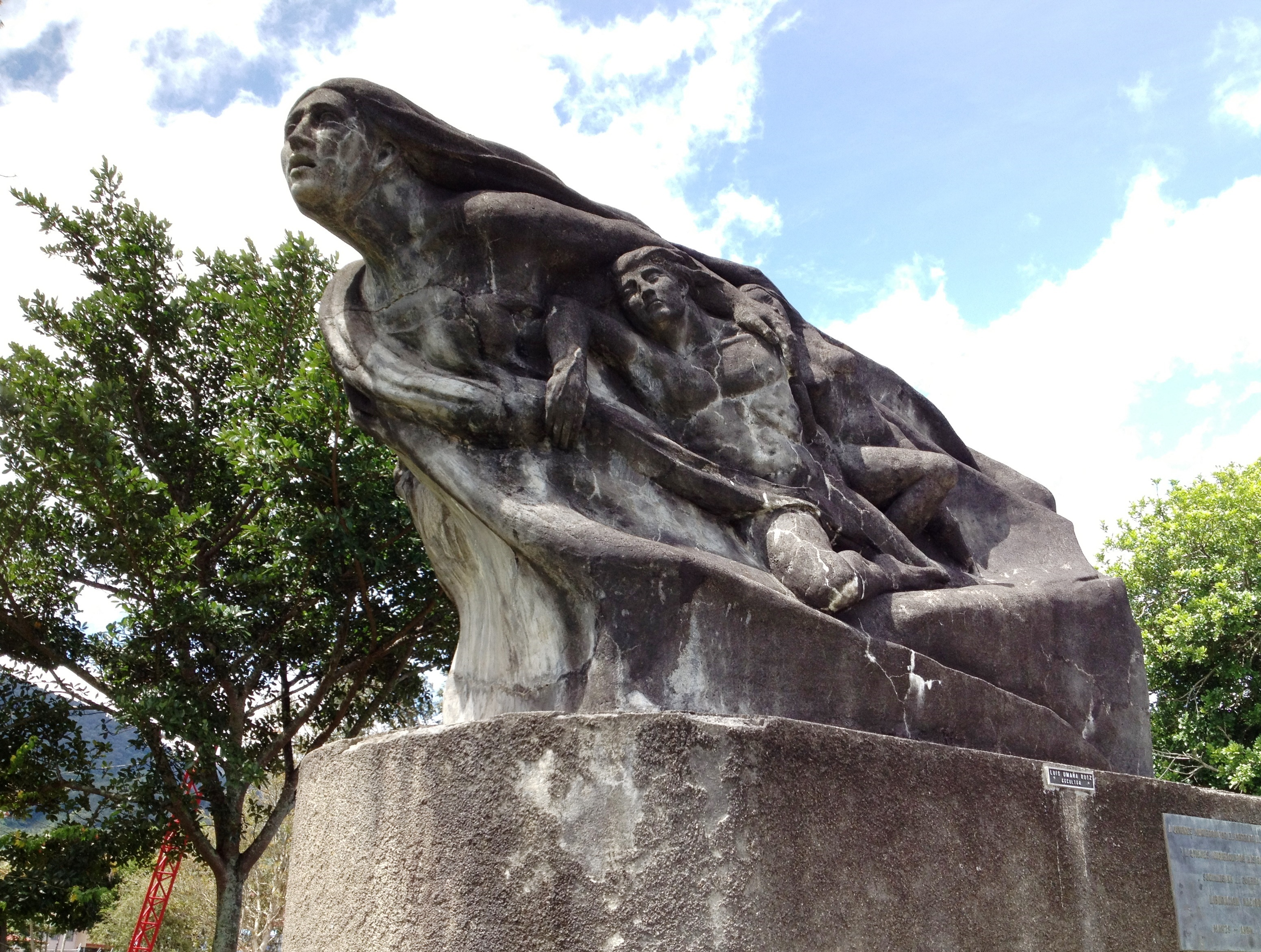
Monumento en memoria de los caídos de 1948. Obra de Luis Umaña, parque de Santa María de Dota.

El conflicto armado duró únicamente cinco semanas (del 12 de marzo al 19 de abril de 1948) algunos estiman que murieron más de dos mil personas,[cita requerida] cifra que por el bajo número de combatientes y la corta duración de las batallas parece ser desproporcionadamente alta.
Esta cifra suma los muertos y heridos desde las elecciones de 1944 por el constante enfrentamiento entre los partidarios de los diferentes bandos. Un acontecimiento importante a recordar fueron los incidentes de la 19 al 20 de julio de 1947 en Cartago, donde autoridades estatales se enfrentaron a un grupo opositor que realizaba un mitin político, dando como resultado víctimas mortales. Dicho acontecimiento provocaría la Huelga de Brazos Caídos de 1947 tres días más tarde.
Por su impacto, el conflicto de 1948 es considerado uno de los estallidos de violencia política más dramáticos de la historia de Costa Rica.
Para honrar en su memoria a las personas que fallecieron en este conflicto, en el parque central de la ciudad de Santa María de Dota se encuentra el Monumento a los héroes caídos de la guerra civil de 1948, la cual es una de las obras más emblemáticas del artista costarricense Luis Umaña Ruiz.

## Críticas a la Revolución
Dentro de muchos círculos intelectuales de la época se manifiesta la idea de que la revolución era una salida innecesaria para los males que aquejaban a la nación.
Se habla también que la sospecha de Fraude electoral y la corrupción no llegaban a los límites necesarios para emprender una guerra civil. Sin embargo, el historiador costarricense Iván Molina, ha realizado estudios basados en los datos electorales de dichos comicios, tanto de los Presidenciales como del Congreso Constitucional, llegando a afirmar que los datos reflejan "... que el triunfo opositor en esas votaciones debe ser considerado, por lo menos, como dudoso"
Un aspecto negativo, es que la Junta de Gobierno que gobernó al país durante los 18 meses posteriores a la guerra, lo realizaron de un modo muy dictatorial, ya que controlaron el Poder Ejecutivo y Poder Judicial de Costa Rica; no así con el Poder Legislativo, presentando este una férrea oposición por considerar muy revolucionaria la agenda de la Junta de Gobierno.